# Acisclo Valladares Molina
Acisclo Valladares Molina, nacido como Acisclo Domingo Antonio Pedro Francisco Luis Rodrigo Manuel José de Jesús Valladares Molina (Ciudad de Guatemala, 17 de septiembre de 1946) es un abogado, político y diplomático guatemalteco que se desempeñó como embajador de Guatemala en el Reino Unido de 2010 a 2020. Previamente a su carrera diplomática fue procurador general de la Nación en dos ocasiones: de 1991 a 1992 y de 1994 a 1998; y jefe del Ministerio Público de 1991 a 1992.

## Primeros años
Acisclo Domingo Antonio Pedro Francisco Luis Rodrigo Manuel José de Jesús Valladares Molina nació el 17 de septiembre de 1946. Se graduó de abogado y notario en la Universidad de San Carlos de Guatemala y la Universidad de Salamanca, también obtuvo estudios en la Pontificia Universidad Gregoriana.
Laboró como juez de 1970 a 1972 y luego ejerció como abogado privado ante varias firmas de abogados.

## Carrera política
Valladares inició su carrera política en 1982 cuando se postuló como candidato a alcalde de la ciudad de Guatemala en 1982 por el Comité Cívico de Liberación Popular (CCLP), sin éxito. Posteriormente, también fue candidato a diputado a la Asamblea Nacional Constituyente de 1984 por el CCLP, pero tampoco fue electo.
Fue nombrado, por el presidente Jorge Serrano Elías, como procurador general de la Nación y jefe del Ministerio Público en marzo de 1991 y ejerció como tal hasta septiembre de 1992 cuando fue suspendido por señalamientos de haber contratado a la empresa de su madre para realizar publicidad a favor de la Procuraduría General de la Nación que en ese tiempo era una sola institución junto al Ministerio Público. Luego, fue fundador y secretario general del conservador Partido Libertador Progresista (PLP), partido que lo postuló como candidato a la presidencia en las elecciones generales de 1995 y 1999, ubicándose en quinto y cuarto puesto respectivamente y del cual fue secretario general hasta 2004, pero por haber sido designado como embajador solicitó licencia para ausentarse de ese cargo desde el año 2000.
En mayo de 1994, Ramiro De León Carpio lo designó como procurador general de la Nación, en el marco de las reformas a la constitución que se realizaron por el Autogolpe de Estado de 1993, en las cuales se separó la función del Ministerio Público y la PGN, tomó posesión el 18 de mayo de 1994 y su período terminó en la misma fecha de 1998. Durante su función como PGN se opuso a la venta de los activos del estado como la Empresa Eléctrica de Guatemala y la Empresa Guatemalteca de Telecomunicaciones a la que finalmente tuvo que ceder cuando se vendió.
Se postuló para procurador de los Derechos Humanos en 2022, pero no fue electo. En el año 2018 también se había postulado para el cargo de Fiscal general de la República pero tampoco fue seleccionado entre la nómina que fue entregada al presidente.

## Carrera diplomática
Valladares fue delegado representante de Guatemala ante la Asamblea de las Naciones Unidas de 1988 a 1991 durante el gobierno de Vinicio Cerezo.
En 2000, fue nombrado como embajador de Guatemala en la Santa Sede por el presidente Alfonso Portillo; entregó formalmente sus cartas credenciales al papa Juan Pablo II el 15 de junio de ese mismo año. Valladares dejó el cargo en 2004 y después fue representante concurrente ante las Agencias de las Naciones Unidas para la Alimentación y la Agricultura.
De 2008 a 2010 fue nuevamente nombrado, por Álvaro Colom, como embajador ante la Santa Sede, esta vez concurrente ante Grecia y la Orden de Malta.
A inicios de 2010, Valladares fue nombrado embajador ante el Reino Unido, presentó sus cartas credenciales a la reina Isabel II en el Palacio de Buckingham el 15 de marzo de ese mismo año.
Además de sus funciones como embajador en el Reino Unido, fue nombrado como embajador concurrente ante Irlanda, Omán, Catar, Baréin, Kuwait, Emiratos Árabes Unidos, Nigeria, Kenia, Etiopía, Sudáfrica, Guinea Ecuatorial, Ghana y Zambia. También fue representante ante la Unión Africana, la Organización Marítima Internacional, la Organización Internacional del Café, la Organización Internacional del Azúcar, y la Organización Internacional del Cacao.
Valladares fue destituido por el presidente Alejandro Giammattei en octubre de 2020 luego de una polémica por ausentarse de su puesto en diferentes momentos, al viajar de manera recurrente del Reino Unido a Guatemala y viceversa durante 9 años. El caso cobró relevancia al defender en redes sociales y acompañar a su hijo Acisclo Valladares Urruela a solicitar asilo político en la embajada de Colombia debido a una solicitud de Estados Unidos para procesarlo por un caso de lavado de dinero; en ese momento Haroldo Rodas, excanciller,  indicó que se le había otorgado un permiso especial en 2011 para ausentarse de sus labores pero que los siguientes ministros no lo revocaron y Fernando Carrera (exministro 2014-2015) indicó que por sus buenos resultados no lo habían destituido ni revocado el permiso. Luego de su destitución, se reintegró a su firma de abogados y en redes sociales ha realizado comentarios acerca de la vida política del país.

## Vida personal
Se casó con Raquel Urruela en 1975 y tuvo cinco hijos, entre ellos Acisclo y Javier. Acisclo fue ministro de Economía durante el gobierno de Jimmy Morales, mientras que Javier se casó con Carlota de Borbón, princesa de Parma en julio de 2022.
Valladares habla español, inglés, francés e italiano; también tiene conocimientos básicos de latín, griego, alemán, hebreo y k'iche'. En 2014, simplificó legalmente su nombre a Acisclo Valladares Molina.